# Oton

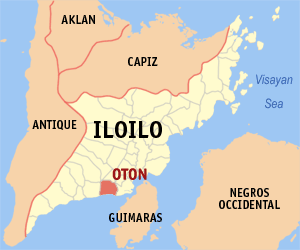
Bản đồ Iloilo với vị trí của Oton

Oton là một đô thị hạng 2 ở tỉnh Iloilo, Philippines. Theo điều tra dân số năm 2000 của Philipin, đô thị này có dân số 65.374 người trong 12.907 hộ.

## Các đơn vị hành chính
Oton được chia ra 37 barangay.
| - Abilay Norte - Abilay Sur - Alegre - Batuan Ilaud - Batuan Ilaya - Bita Norte - Bita Sur - Botong - Buray - Cabanbanan - Caboloan Norte - Caboloan Sur - Cadinglian | - Cagbang - Calam-isan - Galang - Lambuyao - Mambog - Pakiad - Poblacion East - Poblacion North - Poblacion South - Poblacion West - Polo Maestra Bita - Rizal | - Salngan - Sambaludan - San Antonio - San Nicolas - Santa Clara - Santa Monica - Santa Rita - Tagbac Norte - Tagbac Sur - Trapiche - Tuburan - Turog-Turog |